# Jordan (Hong Kong)
Jordan est une zone urbaine du district de Yau Tsim Mong à Hong Kong.

## Géographie
Jordan se trouve dans la partie centrale de Yau Tsim Mong. La zone est bordée par King's Park à l'est, Tsim Sha Tsui au sud, Ferry Point à l'ouest et Yau Ma Tei au nord.

## Histoire
En janvier 2021, lors de la pandémie de Covid-19, Jordan est confiné pour 48 heures.

## Transports
Jordan est desservi par la station du même nom de la Tsuen Wan Line du MTR.